# Amphoe Chanuman
Chanuman (ชานุมาน) est un district (amphoe) situé dans la province d'Amnat Charoen, dans le nord-est de la Thaïlande. Le district est divisé en 5 tambon et 59 muban. Il comprenait plus de 37,677 habitants en 2005.

## Histoire
Mueang Chanuman Monthon a été créé en 1879, à l'époque en tant que partie intégrante du Monthon Ubon Ratchathani. Plus tard, la ville a dû faire face à une crise économique et une partie de la population a émigré vers d'autres régions. Le prince Sapphasitthiprasong déclasse Chanuman en catégorie king amphoe et le subordonne en catégorie amphoe khemarat. En 1958, Chanuman retrouve son statut d'Amphoe. Chanuman a été l'un des districts avec lesquels la nouvelle province Amnat Charoen a été formée le 12 janvier 1993.

## Personnalités liées
- Am Chonthicha, chanteuse thaïlandaise